# Kalter Herbst

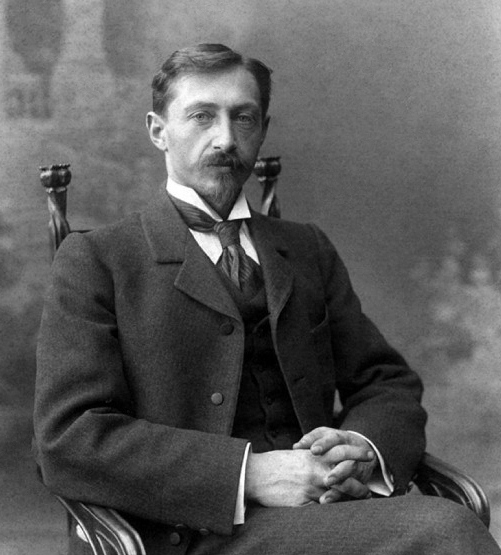
Iwan Bunin im Jahr 1901 auf einem Foto von Maxim Dmitrijew

Kalter Herbst (russisch Холодная осень, Cholodnaja ossen) ist eine Kurzgeschichte des russischen Nobelpreisträgers für Literatur Iwan Bunin, die am 3. Mai 1944 vollendet wurde und am 18. Mai 1945 in der Pariser Zeitung Russkije nowosti erschien.
1944 erzählt eine Russin, zurückblickend auf das Jahr 1914, aus ihrem Leben. Am 28. Juni wurde Ferdinand ermordet. Deutschland erklärt am 1. August Russland den Krieg. Im September geht der Verlobte der Erzählerin an die Front. Die Hochzeit war aufs Frühjahr verschoben worden. Zum Abschied hatte der Verlobte aus Fets Gedicht aus dem Jahr 1854 zitiert:
Wie kalt ist der Herbst, wie rauh!
und sich mit dem Wunsch verabschiedet, die Verlobte solle leben. Falls er falle, wolle er drüben auf sie warten. Die Erzählerin hatte geweint. Nach einem Monat war die Todesnachricht aus Galizien gekommen.
Im Frühjahr 1918, die Eltern der Erzählerin sind inzwischen verstorben, muss die Adlige in einer Kellerwohnung am Moskauer Smolensker Markt den Spott einer Bürgerlichen ertragen, veräußert den wenigen verbliebenen Schmuck, heiratet notgedrungen einen ältlichen Offizier a. D. und folgt ihm, als Bäuerin verkleidet, in Bastschuhen nach Jekaterinodar. Am Don und am Kuban lebt das Paar bis zum Winter auf das Jahr 1920. Darauf flüchten beide über Noworossijsk in die Türkei. Der Gatte stirbt bereits auf See. Die Erzählerin hält sich in Konstantinopel, Bulgarien, Serbien, der Tschechoslowakei, Belgien, Paris und Nizza als Arbeiterin über Wasser und bringt nebenbei noch ein Kind aus der angeheirateten Verwandtschaft durch. Dieses Mädchen hat sich im Jahr 1944 als adrette erwachsene Pariserin gemausert und will nichts mehr von ihrer Retterin wissen. Die Erzählerin wohnt nun in Nizza. Die Stadt hatte sie 1912 kennengelernt. Die Erzählerin schließt mit einem Versprechen an den gefallenen Verlobten: „… nun komme ich bald.“

## Deutschsprachige Ausgaben
Verwendete Ausgabe
- Kalter Herbst. Deutsch von Erich Ahrndt. S. 502–507 in: Karlheinz Kasper (Hrsg.): Iwan Bunin: Dunkle Alleen. Erzählungen 1920–1953. 580 Seiten. Aufbau-Verlag, Berlin 1985